# 程晋
程晋（1963年—），男，中国计算数学家，曾任复旦大学数学科学学院教授、博士生导师，中国数学会副理事长，中国工业与应用数学学会常务理事。